# Mira Brjunina
Mira Brjunina, född den 16 september 1951 i Moskva, är en sovjetisk roddare.
Hon tog OS-silver i scullerfyra i samband med de olympiska roddtävlingarna 1976 i Montréal.